# Koncepcija
Koncepcija (lat. concipere:  opaziti, dokučiti, shvatiti, primiti, zamisliti)  označava opsežnu kompilaciju ciljeva, strategija i mjera za provođenje većega i stoga strateški planiranoga projekta. Sadrži potrebne informacije i opravdanja, te često i analizu omjera rizika i prilike, te vremenski i akcijski plan te planiranje resursa (vrijeme, novac, materijal, osoblje).
Koncept i koncepcija se u općoj uporabi često koriste kao sinonimi iako je pojam koncepcije prilično sveobuhvatniji i detaljniji od koncepta.